# Orfeo y Eurídice (Canova)
Orfeo y Eurídice, es un grupo escultórico formado por dos estatuas en piedra blanda de Vicenza de 2,04 m de Antonio Canova, realizado en 1775-1776 y conservado en el Salón de Baile del Museo Correr de Venecia. Representa la principal obra temprana del artista, nacido en Possagno en 1757.
Las esculturas están inspiradas en el mito de Orfeo, contenido en las Metamorfosis de Ovidio y las Geórgicas de Virgilio; a lo largo de las bases, una inscripción muestra algunos versos de los dos poetas latinos. Las dos figuras son independientes pero complementarias y representan el momento trágico en el que Orfeo, regresando a la superficie desde el Hades, duda de si la sombra de su esposa Eurídice realmente lo sigue y se da la vuelta. En ese instante con ademán desesperado ve por última vez a Eurídice, quien con un gesto de consternación y reproche comienza a desvanecerse en las tinieblas, porque se ve obligada a regresar al Hades.
La obra tomó forma en Venecia, donde Canova realizó sus primeros estudios, alternando entre la ciudad de los dux y Asolo.
El grupo estaba destinado a decorar la entrada al jardín de la casa de campo de la familia veneciana Falier. La obra otorgó notoriedad inicial para el artista, a raíz de su exposición en la fiesta de la Ascensión de 1776.